# Lista över singelettor på Gaon Chart 2014
Detta är en lista över singelettor på Gaon Chart under år 2014. Gaon Chart är sammanställningen av försäljningen av musik i Sydkorea och drivs av Korea Music Content Industry Association (KMCIA). Digital Chart publiceras varje vecka och visar listan över de mest sålda singlarna i landet genom digital nedladdning och strömning. Digital Chart, som även inkluderar bakgrundsmusik, är en sammanställning av data försedd av landets största musikförsäljare och distributörer.

## Vecka

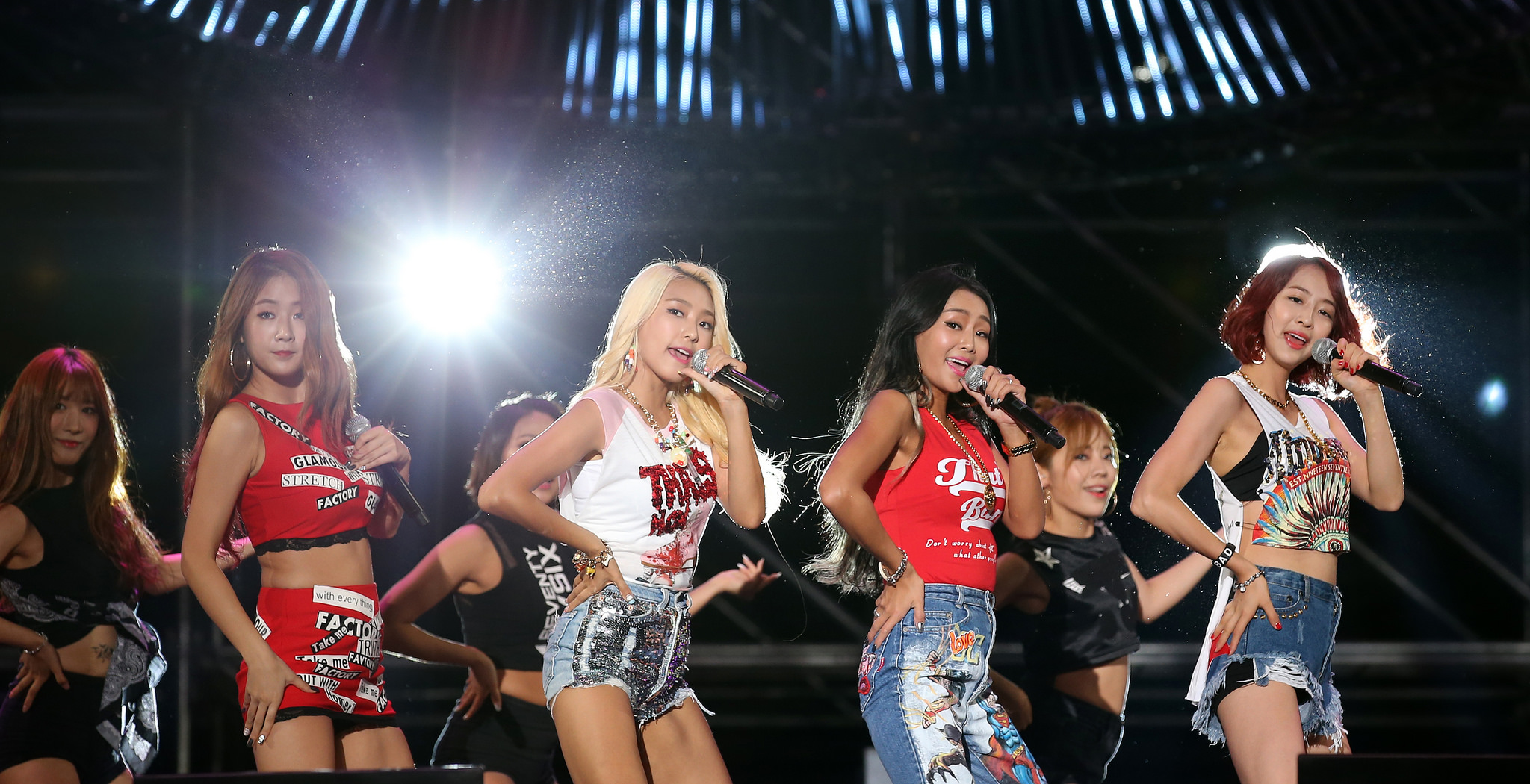
Sistar låg etta på listan i tre veckor med två olika singelsläpp under året.

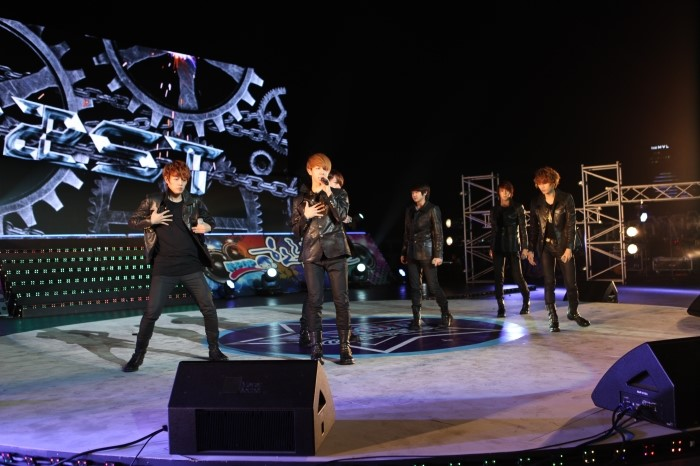
Beast låg etta på listan två veckor i rad, först med singeln "No More", och nästa vecka med singeln "Good Luck".

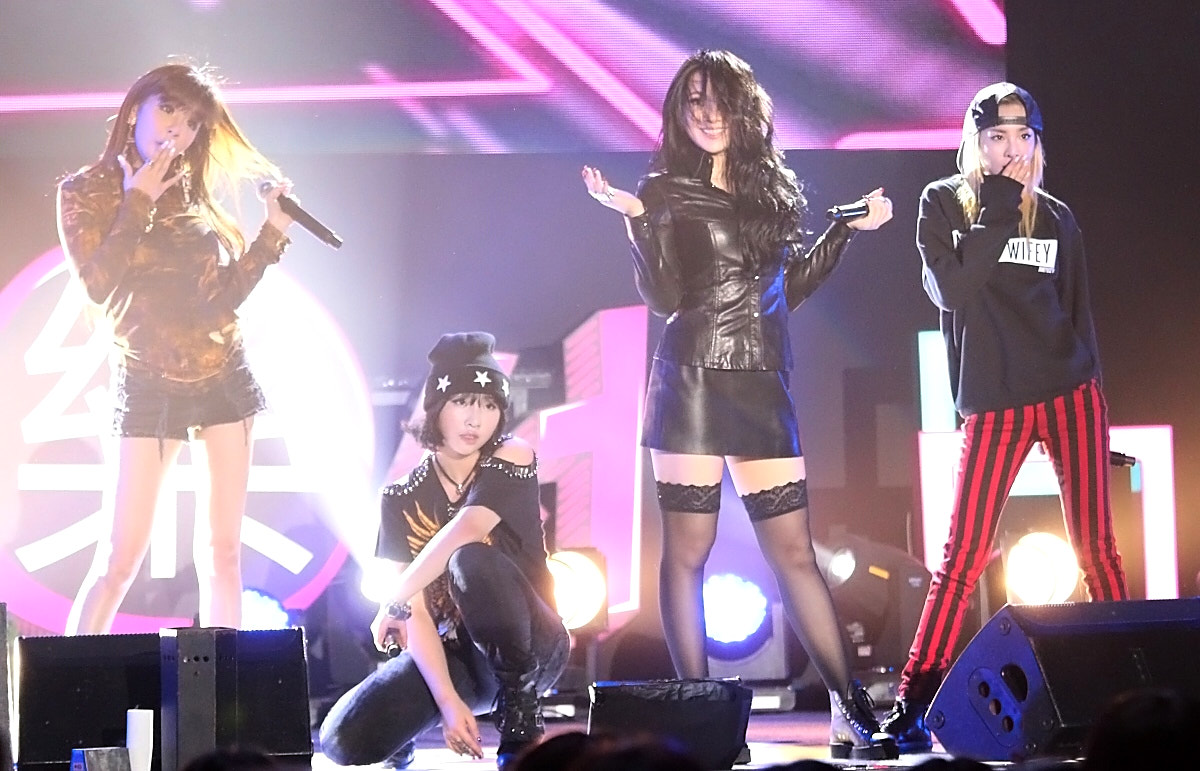
2NE1 låg etta på listan två veckor i rad med singeln "Come Back Home", som också toppade månadslistan för mars.

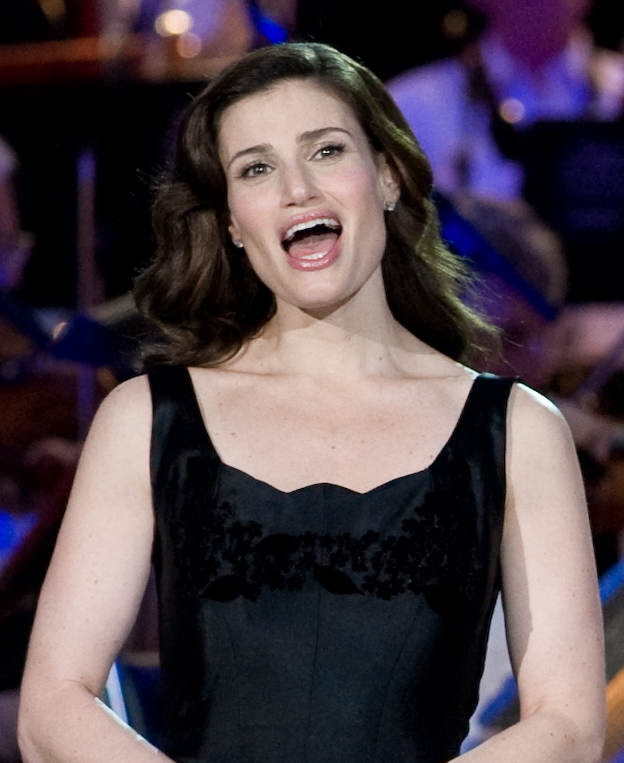
Idina Menzel var den enda utländska artisten som låg etta på listan under året, detta två veckor i rad med singeln "Let It Go" från Disneyfilmen Frost.

| Datum  | Artist                      | Sångtitel                             |
| ------ | --------------------------- | ------------------------------------- |
| 28 dec | IU                          | "Friday"                              |
| 4 jan  | MC the Max                  | "We Back Then"                        |
| 11 jan | Ailee                       | "Singing Got Better"                  |
| 18 jan | Gary ft. Crush              | "Shower Later"                        |
| 25 jan | Hyolyn                      | "Hello"                               |
| 1 feb  | Idina Menzel                | "Let It Go"                           |
| 8 feb  | Idina Menzel                | "Let It Go"                           |
| 15 feb | Soyou & Junggigo            | "Some"                                |
| 22 feb | Soyou & Junggigo            | "Some"                                |
| 1 mar  | Girls' Generation           | "Mr.Mr."                              |
| 8 mar  | 2NE1                        | "Come Back Home"                      |
| 15 mar | 2NE1                        | "Come Back Home"                      |
| 22 mar | 4Minute                     | "Whatcha Doin' Today?"                |
| 29 mar | Bro                         | "That Kind of Guy"                    |
| 5 apr  | Park Hyo-shin               | "Wild Flower"                         |
| 12 apr | Akdong Musician             | "200%"                                |
| 19 apr | 15&                         | "Can't Hide It"                       |
| 26 apr | Akdong Musician             | "200%"                                |
| 3 maj  | IU & HIGH4                  | "Not Spring, Love or Cherry Blossoms" |
| 10 maj | g.o.d.                      | "The Lone Duckling"                   |
| 17 maj | Junggigo ft. Beenzino       | "Want U"                              |
| 24 maj | Fly to the Sky              | "You You You"                         |
| 31 maj | Jung-in & Gary              | "Your Scent"                          |
| 7 jun  | Taeyang                     | "Eyes, Nose, Lips"                    |
| 14 jun | Beast                       | "No More"                             |
| 21 jun | Beast                       | "Good Luck"                           |
| 28 jun | San E & Raina               | "A Midsummer Night's Sweetness"       |
| 5 jul  | Younha                      | "Umbrella"                            |
| 12 jul | Huh Gak & Jung Eun-ji       | "Break Up to Make Up"                 |
| 19 jul | Girl's Day                  | "Darling"                             |
| 26 jul | Sistar                      | "Touch My Body"                       |
| 2 aug  | Sistar                      | "Touch My Body"                       |
| 9 aug  | San E ft. Bumkey            | "Body Language"                       |
| 16 aug | Winner                      | "Empty"                               |
| 23 aug | Jang Beom-jun               | "Difficult Woman"                     |
| 30 aug | Sistar                      | "I Swear"                             |
| 6 sep  | Yoon Mi-rae                 | "I Love You"                          |
| 13 sep | Postmen                     | "Can't Go to Shinchon"                |
| 20 sep | Postmen                     | "Can't Go to Shinchon"                |
| 27 sep | Lee Chi-hyun and Friends    | "Only You"                            |
| 4 okt  | Kim Dong-ryool              | "How I Am"                            |
| 11 okt | Kim Dong-ryool              | "How I Am"                            |
| 18 okt | Akdong Musician             | "Time and Fallen Leaves"              |
| 25 okt | Epik High ft. Cho Won-sun   | "Happen Ending"                       |
| 1 nov  | Epik High ft. Cho Won-sun   | "Happen Ending"                       |
| 8 nov  | MC Mong ft. Jinsil          | "Miss Me or Diss Me"                  |
| 15 nov | Hi Suhyun ft. Bobby         | "I'm Different"                       |
| 22 nov | Toy ft. Sung Si-kyung       | "Three of Us"                         |
| 29 nov | Park Hyo-shin               | "Happy Together"                      |
| 6 dec  | Sung Si-kyung & Kwon Jin-ah | "Don't Forget"                        |
| 13 dec | Jung Seung-hwan             | "I Want to Fall in Love"              |
| 20 dec | Jung Seung-hwan             | "I Want to Fall in Love"              |

## Månad
| Månad | Artist              | Sångtitel                       |
| ----- | ------------------- | ------------------------------- |
| Jan   | Girl's Day          | "Something"                     |
| Feb   | Soyou & Junggigo    | "Some"                          |
| Mar   | 2NE1                | "Come Back Home"                |
| Apr   | Akdong Musician     | "200%"                          |
| Maj   | g.o.d.              | "The Lone Duckling"             |
| Jun   | Taeyang             | "Eyes, Nose, Lips"              |
| Jul   | San E & Raina       | "A Midsummer Night's Sweetness" |
| Aug   | Park Boram ft. Zico | "Beautiful"                     |
| Sep   | Postmen             | "Can't Go to Shinchon"          |
| Okt   | Kim Dong-ryool      | "How I Am"                      |
| Nov   | MC Mong ft. Jinsil  | "Miss Me or Diss Me"            |
| Dec   | A Pink              | "Luv"                           |